# Vaete

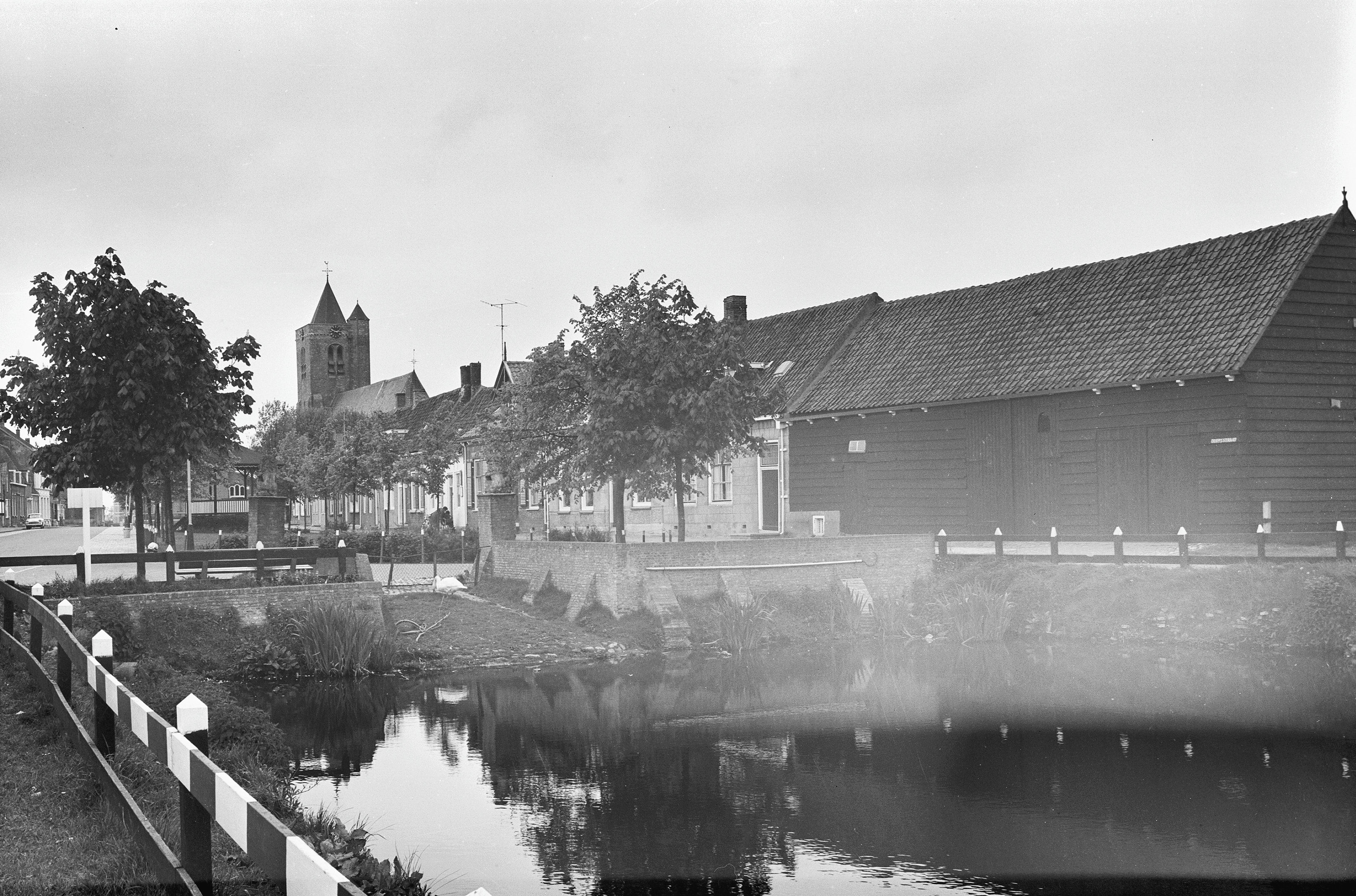
Der Vaete in Baarland, ein Rijksmonumenten

Vaete (niederländisch dorpsvijver) ist der seeländische Name für Dorfteich. Ein solcher Dorfteich lag in Zeeland in der Regel zentral in einem Dorf und hatte daher bestimmenden Einfluss auf das Dorfbild und die Funktion der ländlichen/dörflichen Gemeinschaft. Er wurde oft gemeinschaftlich als Tränke für Vieh und als Reservoir für die Feuerwehr verwendet.
Der Vaete ist heute noch in einigen Dörfern in der niederländischen Provinz Zeeland anzufinden und als solcher bezeichnet, obwohl dieser nicht mehr als solcher verwendet wird. Auch in vielen Straßennamen in Zeeland kommt das Wort vaete vor.
In Baarland, einem Dorf in der Gemeinde Borsele in Zeeland, ist ein solcher vaete als staatlich besonders geschütztes Objekt eingetragen (sog. Rijksmonumenten).
Auch Personen in Zeeland und Flandern tragen das seeländische Wort vaete im Nachnamen. So z. B. der bekannte flämische Komponist Jacobus Vaet.

## Andere Sprachen
Im Schwedischen ist ein Vät (vä·te) ist ein flaches, periodisch austrocknendes Stillgewässer.
In der Chemie bezeichnet es im Schwedischen auch das erste Element im chemischen Periodensystem, den Wasserstoff.